# Ray Giroux
Raymond Giroux (* 20. Juli 1976 in North Bay, Ontario) ist ein ehemaliger kanadischer Eishockeyspieler, der zuletzt bei Metallurg Nowokusnezk in der Kontinentalen Hockey-Liga unter Vertrag stand.

## Karriere
Giroux begann 1994 seine Karriere an der Yale University, für die er in der ECAC Hockey, einer Division der National Collegiate Athletic Association spielte. In seinem Debütjahr wurde er von den Philadelphia Flyers im NHL Entry Draft in der achten Runde an insgesamt 202. Stelle gedraftet. Nach insgesamt vier Spielzeiten im Trikot von Yale, in denen er zahlreiche Nominierungen in Auswahlteams erhalten hatte, erfolgte 1998 der Wechsel in die American Hockey League. Dort lief er für die Lowell Lock Monsters auf, bei denen er im ersten Jahr punktbester Verteidiger und 2000 erstmals zum AHL All-Star Classic eingeladen wurde. Während der zwei Spielzeiten stand der Linksschütze auch 14-mal für die New York Islanders aus der National Hockey League auf dem Eis und erzielte dabei neun Assists. Diese hatten ihn im Sommer 1998 für ein Draft-Wahlrecht der Flyers verpflichtet.

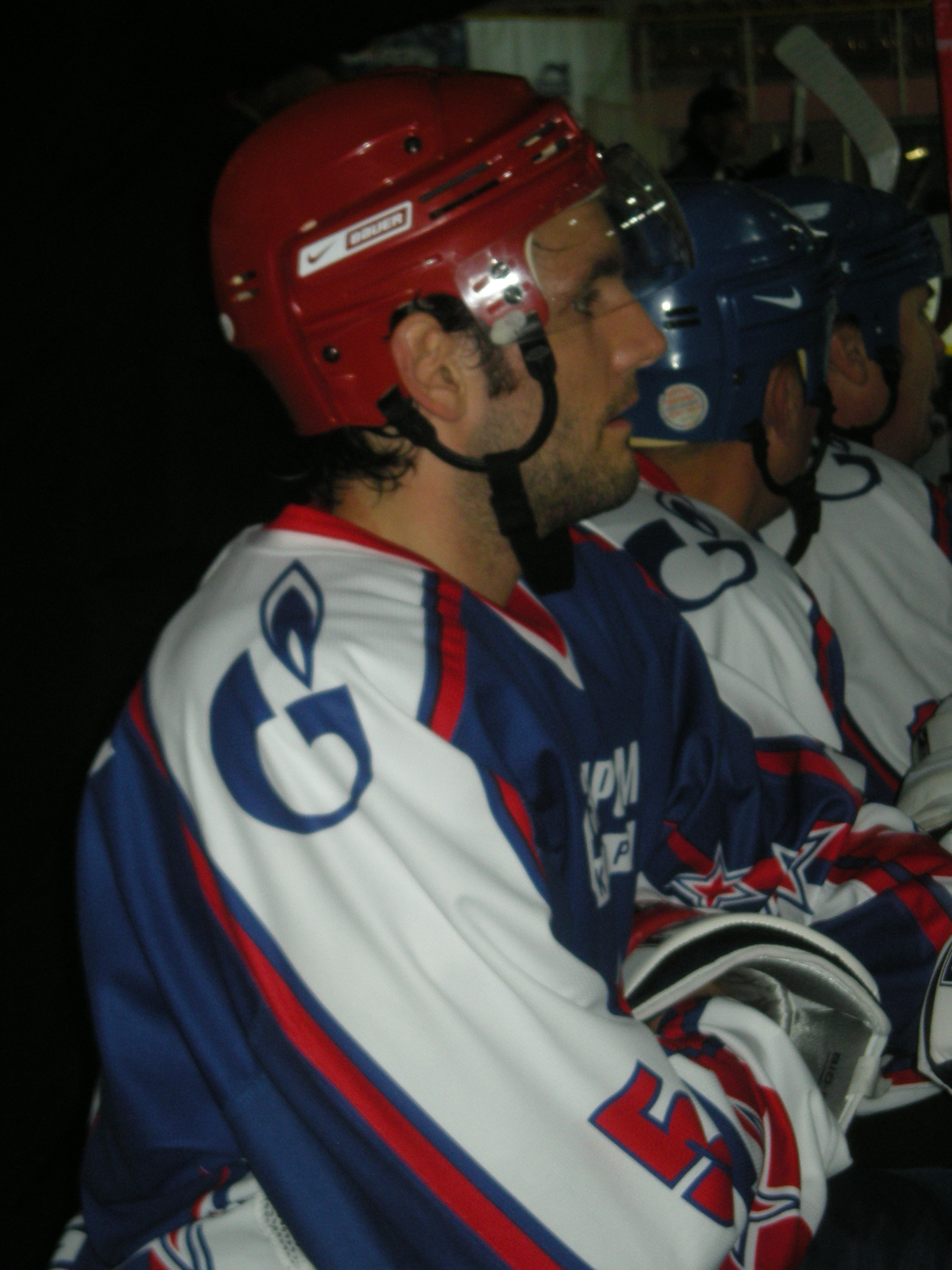
Ray Giroux im Trikot des SKA Sankt Petersburg

In der Saison 2000/01 wechselte Giroux nach Europa, zunächst zum HIFK Helsinki, um über den AIK Solna wieder nach Finnland zu Jokerit Helsinki zurückzukehren. Nach diesem Jahr ging er wieder nach Nordamerika und heuerte dort zwischen 2001 und 2005 unter anderem bei den Bridgeport Sound Tigers, Albany River Rats und Houston Aeros an. Während dieser Zeit erhielt der Kanadier zwei weitere Einladungen zum AHL All-Star Classic und eine Nominierung für das First All-Star Team der AHL.
2005 verpflichtete der Ak Bars Kasan aus der russischen Superliga den Verteidiger. Mit Kasan feierte Giroux zahlreiche Erfolge. In seinem ersten Jahr konnte die Mannschaft den russischen Meistertitel erringen. Der Meisterschaftsgewinn resultierte in der Teilnahme am IIHF European Champions Cup 2007, den Kasan ebenfalls errang. Nur ein Jahr später konnten die Russen auch den IIHF Continental Cup gewinnen. Der Kanadier verblieb bis zum Sommer 2008 in Kasan, ehe er ein Angebot des SKA Sankt Petersburg annahm. Im Spieljahr 2008/09 gehörte er zu den besten Verteidigern der Liga und stand folglich in der Startaufstellung der Weltauswahl im ersten All-Star Game der neu gegründeten Kontinentalen Hockey-Liga. Im Oktober 2010 wechselte er innerhalb der KHL zum HK Traktor Tscheljabinsk, für den er bis 2012 spielte. Im Juli 2012 wurde sein laufender Vertrag beim HK Traktor aufgelöst. Nachdem er im Frühjahr 2013 fünf Partien für den HC Ambrì-Piotta in der National League A absolviert hatte, wurde Giroux im Juni 2013 von Metallurg Nowokusnezk aus der Kontinentalen Hockey-Liga verpflichtet.
2014 beendete er seine Karriere.

## Erfolge und Auszeichnungen
| - 1997 ECAC Second All-Conference Team - 1998 ECAC First All-Conference Team - 1998 ECAC Spieler des Jahres - 1998 NCAA East First All-American Team - 2000 Teilnahme am AHL All-Star Classic - 2002 Teilnahme am AHL All-Star Classic | - 2003 Teilnahme am AHL All-Star Classic - 2003 AHL First All-Star Team - 2006 Russischer Meister mit Ak Bars Kasan - 2007 IIHF-European-Champions-Cup-Gewinn mit Ak Bars Kasan - 2008 IIHF-Continental-Cup-Gewinn mit Ak Bars Kasan - 2009 Teilnahme am KHL All-Star Game |